# إليوت لايك (أونتاريو)

مقاطعة البرتا

إليوت لايك  (بالإنجليزية: Elliot Lake)‏ بلدة كندية في شمالي مقاطعة أونتاريو مشهورة بمناجم الاورانيوم.

## جغرافيتها
تبلغ مساحتها 698.12 كلم2 وعدد سكانها بحسب إحصائية سنة 2006 حوالي 11,549 نسمة بكثافة 16.5 نسمة/كلم2 ورمزها البريدي هو P5A وإحداثياتها هي 46°23′N 82°39′W.

## المناخ
يظهر الجدول التالي التغييرات المناخية على مدار السنة لإليوت لايك:
| البيانات المناخية لـإليوت لايك     | البيانات المناخية لـإليوت لايك | البيانات المناخية لـإليوت لايك | البيانات المناخية لـإليوت لايك | البيانات المناخية لـإليوت لايك | البيانات المناخية لـإليوت لايك | البيانات المناخية لـإليوت لايك | البيانات المناخية لـإليوت لايك | البيانات المناخية لـإليوت لايك | البيانات المناخية لـإليوت لايك | البيانات المناخية لـإليوت لايك | البيانات المناخية لـإليوت لايك | البيانات المناخية لـإليوت لايك | البيانات المناخية لـإليوت لايك |
| الشهر                              | يناير                          | فبراير                         | مارس                           | أبريل                          | مايو                           | يونيو                          | يوليو                          | أغسطس                          | سبتمبر                         | أكتوبر                         | نوفمبر                         | ديسمبر                         | المعدل السنوي                  |
| ---------------------------------- | ------------------------------ | ------------------------------ | ------------------------------ | ------------------------------ | ------------------------------ | ------------------------------ | ------------------------------ | ------------------------------ | ------------------------------ | ------------------------------ | ------------------------------ | ------------------------------ | ------------------------------ |
| الدرجة القصوى قرينة الرطوبة        | 6.2                            | 10.0                           | 18.0                           | 32.1                           | 36.0                           | 44.0                           | 42.3                           | 43.0                           | 36.2                           | 32.2                           | 18.5                           | 10.1                           | 44.0                           |
| الدرجة القصوى °م (°ف)              | 8.0 (46.4)                     | 10.0 (50.0)                    | 17.8 (64.0)                    | 25.5 (77.9)                    | 31.2 (88.2)                    | 32.4 (90.3)                    | 34.0 (93.2)                    | 34.5 (94.1)                    | 30.9 (87.6)                    | 25.4 (77.7)                    | 18.0 (64.4)                    | 13.0 (55.4)                    | 34.5 (94.1)                    |
| متوسط درجة الحرارة الكبرى °م (°ف)  | −6.2 (20.8)                    | −3.7 (25.3)                    | 1.7 (35.1)                     | 9.8 (49.6)                     | 16.7 (62.1)                    | 22.1 (71.8)                    | 24.0 (75.2)                    | 23.2 (73.8)                    | 18.6 (65.5)                    | 10.8 (51.4)                    | 3.6 (38.5)                     | −3.0 (26.6)                    | 9.8 (49.6)                     |
| المتوسط اليومي °م (°ف)             | −10.9 (12.4)                   | −8.8 (16.2)                    | −3.6 (25.5)                    | 4.5 (40.1)                     | 11.1 (52.0)                    | 16.5 (61.7)                    | 18.6 (65.5)                    | 17.8 (64.0)                    | 13.5 (56.3)                    | 6.5 (43.7)                     | 0.1 (32.2)                     | −7.0 (19.4)                    | 4.9 (40.8)                     |
| متوسط درجة الحرارة الصغرى °م (°ف)  | −15.6 (3.9)                    | −13.8 (7.2)                    | −8.8 (16.2)                    | −0.8 (30.6)                    | 5.4 (41.7)                     | 10.8 (51.4)                    | 13.1 (55.6)                    | 12.3 (54.1)                    | 8.4 (47.1)                     | 2.1 (35.8)                     | −3.4 (25.9)                    | −10.9 (12.4)                   | −0.1 (31.8)                    |
| أدنى درجة حرارة °م (°ف)            | −37 (−35)                      | −33 (−27)                      | −32 (−26)                      | −15 (5)                        | −6 (21)                        | −1 (30)                        | 4.0 (39.2)                     | 4.0 (39.2)                     | −5.5 (22.1)                    | −9 (16)                        | −21 (−6)                       | −32.6 (−26.7)                  | −37 (−35)                      |
| أدنى درجة حرارة تبريد الرياح       | −44.6                          | −40.3                          | −33                            | −23.3                          | −9.1                           | 0.0                            | 0.0                            | 0.0                            | −6.3                           | −12.7                          | −30.5                          | −42.8                          | −44.6                          |
| الهطول مم (إنش)                    | 66.4 (2.61)                    | 49.8 (1.96)                    | 63.0 (2.48)                    | 73.1 (2.88)                    | 84.9 (3.34)                    | 84.9 (3.34)                    | 86.4 (3.40)                    | 101.7 (4.00)                   | 102.0 (4.02)                   | 110.5 (4.35)                   | 92.8 (3.65)                    | 93.2 (3.67)                    | 1٬008٫8 (39.72)                |
| معدل هطول الأمطار مم (إنش)         | 17.9 (0.70)                    | 9.7 (0.38)                     | 31.3 (1.23)                    | 62.0 (2.44)                    | 84.4 (3.32)                    | 84.9 (3.34)                    | 86.4 (3.40)                    | 101.7 (4.00)                   | 102.0 (4.02)                   | 107.1 (4.22)                   | 67.7 (2.67)                    | 27.6 (1.09)                    | 782.7 (30.81)                  |
| متوسط تساقط الثلوج سم (إنش)        | 62.1 (24.4)                    | 48.7 (19.2)                    | 35.1 (13.8)                    | 10.6 (4.2)                     | 0.61 (0.24)                    | 0.0 (0.0)                      | 0.0 (0.0)                      | 0.0 (0.0)                      | 0.0 (0.0)                      | 2.5 (1.0)                      | 23.4 (9.2)                     | 76.0 (29.9)                    | 259.0 (102.0)                  |
| متوسط أيام هطول الأمطار (≥ 0.2 mm) | 12.2                           | 10.5                           | 8.8                            | 9.5                            | 11.5                           | 11.9                           | 10.6                           | 10.2                           | 11.8                           | 13.3                           | 12.3                           | 14.6                           | 137.3                          |
| متوسط الأيام الممطرة (≥ 0.2 mm)    | 2.0                            | 1.7                            | 3.6                            | 7.7                            | 11.3                           | 11.9                           | 10.6                           | 10.2                           | 11.8                           | 12.9                           | 8.0                            | 3.3                            | 95.1                           |
| متوسط الأيام المثلجة (≥ 0.2 cm)    | 11.4                           | 9.8                            | 6.4                            | 2.9                            | 0.29                           | 0.0                            | 0.0                            | 0.0                            | 0.0                            | 0.75                           | 5.4                            | 13.1                           | 50.0                           |
| متوسط الرطوبة النسبية (%)          | 81.0                           | 77.0                           | 66.5                           | 55.0                           | 51.1                           | 55.1                           | 56.5                           | 57.4                           | 61.0                           | 64.1                           | 76.7                           | 82.3                           | 65.3                           |
| المصدر: Environment Canada         |                                |                                |                                |                                |                                |                                |                                |                                |                                |                                |                                |                                |                                |

## أعلام
- كريستين جيرارد
- كوراي جارفيس
- أليكس هنري
- كيفن سكوت